# مشروع التاريخ القومي للنساء
يُشير مشروع التاريخ القومي للنساء إلى المنظمة الأمريكية غير الربحية التي تهدف إلى الاحتفاء بتاريخ المرأة والحفاظ عليه. وقد بدأت هذه المنظمة في سانتا روزا بولاية كاليفورنيا في عام 1980 على يد نشطاء معنيين بتاريخ المرأة، وهم مولي مورفي ماكجريجور وماري روث دوتر وماريا كويفاس وباولا هاميت و بيتي مورجان.
وقد بدأ مشروع التاريخ القومي للنساء عمله بقيادة التحالف الذي نجح في الضغط على الكونغرس لتخصيص شهر مارس ليكون شهر تاريخ المرأة، ويتم الاحتفال به حاليًا في جميع أنحاء البلاد. 

وحاليًا، أصبح مشروع التاريخ القومي للنساء معروفًا على الصعيد المحلي بوصفه مركز تبادل المعلومات الوحيد الذي يُعنى بتوفير المعلومات والتدريب الخاص بتاريخ المرأة في الثقافات المختلفة للمعلمين والمنظمات المجتمعية وأولياء الأمور وكل من يريد التعمق في فهم إسهامات المرأة في تاريخ الولايات المتحدة.

## معلومات تاريخية

### أكثر من ثلاثين عامًا من "تسجيل دور المرأة في التاريخ
من منظمة شعبية إلى مؤسسة قومية
- في عام 1980، كان مشروع التاريخ القومي للنساء يتألف من مجموعة من السيدات اللاتي لاحظن غياب المرأة في الكتب المدرسية. حيث لم تكن تلك الكتب تخصص أكثر من 3% من محتواها للحديث عن المرأة.
- لم يكن أمام الفتيات سوى عدد ضئيل من القدوات. كانت الفتيات والفتيان، بل وكثير من البالغين، يظنون أن المرأة لم تفعل أي شيء ذا أهمية. ومن هنا فكر مؤسسو هذا المشروع في ضرورة التصدي لهذا الفهم.
- نجح مشروع التاريخ القومي للنساء في إقناع الكونغرس والبيت الأبيض بضرورة أن تعترف الدولة بدور المرأة في التاريخ وأن تحتفي بهذا الدور سنويًا. وكنتيجة للجهود التي قاموا بها، تم تخصيص الأسبوع الثامن من مارس (اليوم الدولي للمرأة) رسميًا ليكون أسبوع تاريخ المرأة. وفي عام 1987، قاد مشروع التاريخ القومي للنساء حملة ناجحة تهدف إلى تخصيص شهر مارس بالكامل ليكون شهر تاريخ المرأة.
- يقوم مشروع التاريخ القومي للنساء بجمع الاحتفالات الوطنية في شهر تاريخ المرأة في مارس من كل عام عن طريق اختيار فكرة رئيسية للشهر سنويًا.
- يقوم المشروع بتعزيز منظور تاريخ المرأة في الثقافات المتعددة عن طريق تكريم سيدات من خلفيات إقليمية وطبقية وعرقية وعنصرية ومهنية وثقافية مختلفة.
- يقوم مشروع التاريخ القومي للنساء في كل عام بإرسال مائة ألف من البيانات المصورة وتوزيع عشرات الآلاف من الملصقات والمواد الاحتفالية والكتب وأشرطة الفيديو وموارد المناهج الدراسية المتعلقة بتاريخ المرأة.
- يزور موقع الويب الخاص بمشروع التاريخ القومي للنساء أكثر من مليون زائر سنويًا. بالإضافة إلى ذلك، يُجيب العاملون في المشروع على أكثر من 2500 رسالة وبريد إلكتروني تردهم سنويًا من طلاب ومدرسين وصحفيين وغيرهم من الأفراد المهتمين والذين يطلبون الحصول على معلومات.
- كما عقد العاملون في المشروع دورات تدريبية عن تاريخ المرأة وجولات إلى الأماكن التاريخية الخاصة بالمرأة في أكثر من 42 ولاية، وقاموا بتدريب أكثر من 30000 من المعلمين ومديري البرامج الفيدرالية وألقوا أكثر من 2500 خطاب.
- أنشأ مشروع التاريخ القومي للنساء مركزًا وطنيًا لتبادل المعلومات وظيفته توفير المعلومات والمواد والإحالات والإستراتيجيات الخاصة بتاريخ المرأة في الثقافات المتعددة. كما تتيح هذه الخدمة أيضًا سهولة الوصول إلى الممثلين والمنظمات والمتاحف والمواقع التاريخية المعنية بتاريخ المرأة.
- قام المشروع بتصميم وتطوير وإنتاج أكثر من 200 مادة مرجعية تُعنى بتاريخ المرأة في الثقافات المتعددة، مثل أشرطة الفيديو والخطب والملصقات والمواد الاحتفالية والأدلة والبرامج ووحدات المناهج الدراسية.
- في عاميّ 1995 و1998، قاد مشروع التاريخ القومي للنساء حملات وطنية لإقرار عمل المرأة في تعميق وإثراء الديمقراطية والاحتفال بها. وفي عام 1995، احتفل المشروع بالذكرى الخامسة والسبعين لحصول المرأة في الولايات المتحدة على حق التصويت، وفي عام 1998 احتفل المشروع بذكرى مرور مائة وخمسين عامًا على إنشاء حركة حقوق المرأة. وفي عام 2005، احتفل المشروع بالذكرى الخامسة والثمانين للتصديق على التعديل التاسع عشر للدستور الأمريكي والذكرى الخامسة والعشرين لإنشاء حركة تاريخ المرأة. وفي عام 2010، تم إحياء الذكرى التسعين لحصول المرأة الأمريكية على حق التصويت.
- في عام 1997، أطلق مشروع التاريخ القومي للنساء موقع ويب ليكون بمثابة مركز رقمي لتبادل المعلومات الخاصة بتاريخ المرأة في الثقافات المتعددة. والآن يعد هذا الموقع الحائز على جوائز هو الاختيار الأول فيما يتعلق بتاريخ المرأة على جميع محركات البحث على مواقع الويب.
- تعاون مشروع التاريخ القومي للنساء مع اللجنة الرئاسية المعنية بالاحتفاء بدور المراة في التاريخ الأمريكي. وقد قام البيت الأبيض بتعيين مولي مورفي ماكجريجور المدير التنفيذي للمشروع في اللجنة التابعة للكونغرس المعنية بالمعالم التاريخية المتصلة بالنساء.
- يؤمن مشروع التاريخ القومي للنساء بأن "التاريخ هو مصدر القوة"

### الإنجازات
عُرف مشروع التاريخ القومي للنساء بعمله الرائد في مجال التعليم وكذلك عُرف ببرامجه وخدماته العديدة التي تعترف بها على الصعيد الوطني منظمات من بينها:
- الرابطة الوطنية لجائزة التعليم المتعدد الثقافات.
- جائزة جيسي برنارد للمرأة الحكيمة المقدمة من مركز الدراسات السياسية.
- جائزة ماري هايتوود فورتريل العريقة التي تقدمها رابطة التعليم الوطنية.
- جائزة ميرا سادكر للمساواة التي تقدم نظير الجهود المقدمة في تحقيق المساواة بين الجنسين.

## الرسالة
يُعتبر مشروع التاريخ القومي للنساء عبارة عن منظمة تعليمية غير ربحية تتركز رسالتها في إبراز الإنجازات التاريخية والمختلفة التي قامت بها المرأة والاحتفاء بها عن طريق توفير المعلومات والبرامج والمواد التعليمية.
يفسر المشروع رسالته على النحو التالي: قد يبدو تأثير تاريخ المرأة أمرًا نظريًا في نظر البعض وأقل إلحاحًا مقارنةً بكفاح المرأة العاملة في الوقت الحاضر. ولكن تجاهل الدور الحيوي الذي تلعبه أحلام المرأة وإنجازاتها في حياتنا سيكون خطئًا جسيمًا. إذ أننا نستمد قوتنا وإلهامنا ممن سبقونا، بالإضافة إلى النماذج الملحوظة للسيدات اللاتي يعملن بيننا الآن. وهؤلاء السيدات يمثلن جزءًا من تاريخنا، وأي تاريخ متوازن وشامل يجب أن يعترف بالدور الهام الذي طالما لعبته المرأة في المجتمع الأمريكي. 

## الهدف
يهتم مشروع التاريخ القومي للنساء بتعزيز تاريخ المرأة إيمانًا بأنه عندما نطرق مسارات التاريخ، نتعلم كيف نخطو للأمام بثقة. إن الإرث الذي تركه لنا أسلافنا فيما يتعلق بالطريقة التي أثروا بها في المجتمع يُلهب حماستنا لتقديم إسهاماتنا. فالجميع بحاجة إلى نموذج يتم الاحتذاء به يشبه ما نقوم به بما يكفي لنسير على خطاه ويُلهمنا.
ويجب على التاريخ أن يروي القصة بأكملها. وبالنسبة للفتيات، فإن معرفتهم بإنجازات المرأة تعمِّق إحساسهم بما يُمكنهم فعله. بل وبالنسبة لنا جميعا، تعمل معرفتنا بقوة المرأة وإنجازاتها على بناء الاحترام وتغذية تقدير الذات، وهو ما يجب غرسه في الأطفال والكبار، اليوم وفي السنوات المقبلة. 

هذا ويضع مشروع التاريخ القومي للنساء نصب عينيه هدفًا دائمًا هو أن "يجعل التاريخ" دقيقًا عن طريق الاستمرار في الاعتراف باسهامات المرأة الأصيلة والاحتفاء بها من خلال المشاريع الحالية والمستقبلية.